# Grafton (Illinois)
Grafton és una població dels Estats Units a l'estat d'Illinois. Segons el cens del tenia 725 habitants.

## Demografia
Segons el cens del 2000, Grafton tenia 609 habitants, 265 habitatges, i 174 famílies. La densitat de població era de 57,9 habitants/km².
Dels 265 habitatges en un 23% hi vivien nens de menys de 18 anys, en un 51,7% hi vivien parelles casades, en un 10,6% dones solteres, i en un 34% no eren unitats familiars. En el 29,1% dels habitatges hi vivien persones soles el 15,1% de les quals corresponia a persones de 65 anys o més que vivien soles. El nombre mitjà de persones vivint en cada habitatge era de 2,3 i el nombre mitjà de persones que vivien en cada família era de 2,84.
Per edats la població es repartia de la següent manera: un 20% tenia menys de 18 anys, un 8,4% entre 18 i 24, un 23,3% entre 25 i 44, un 31,2% de 45 a 60 i un 17,1% 65 anys o més.
L'edat mediana era de 44 anys. Per cada 100 dones de 18 o més anys hi havia 99,6 homes.
La renda mediana per habitatge era de 34.706 $ i la renda mediana per família de 44.250 $. Els homes tenien una renda mediana de 35.000 $ mentre que les dones 22.250 $. La renda per capita de la població era de 21.989 $. Aproximadament el 9,4% de les famílies i el 14% de la població estaven per davall del llindar de pobresa.

## Poblacions més properes
El següent diagrama mostra les poblacions més properes.